# زوپیروس (اسقف بارکا)
زوپیروس (انگلیسی: Zopyrus؛ زادهٔ) کشیش و اسقف اروپای دوران باستان در شهر رومی برقه در مرج (لیبی) در شمال آفریقا بود. او به عنوان یکی از شرکت‌کنندگان حاضر در اولین شورای نیقیه در سال ۳۲۵ در تاریخ شناخته شده‌است. او یکی از اسقف‌های آریان در آن مجلس بود. با وجود اینکه آریوس (بنیانگذار آریانیسم) و اسقفش سکوندوس بطلمیوسی از شهر همسایه (و بندر بارکا) بطلمیاس، سیرنائیکا بودند، زوپیروس در نهایت اعتقادنامه نیقیه را با دیگر حامیان آریان، تئوگنیس نیقیه، یوسبیوس نیکومدیا و ماریس کلسدونی امضا کرد. برخلاف این امضا او (احتمالا) محکومیت آریوس را امضا کرد. مشخص نیست که آیا او با سه اسقف دیگر آریان تبعید شده‌است یا خیر.